# Fly (песня Ники Минаж)
«Fly» — песня американской хип-хоп исполнительницы Ники Минаж, записанная при участии поп и R&B певицы Rihanna. Эта песня стала последним синглом с альбома Pink Friday. Песня получила положительные отзывы критиков, хваливших вдохновляющую эмоциональность и отмечавших её среди остальных треков альбома.

## Создание
Песня была создана Джонатаном Ротемом, который ранее работал с Бритни Спирс, Риком Россом и Леоной Левис. Давая интервью MTV News, Ротем отметил, что песня была добавлена в альбом, как только Ники Минаж услышала, насколько вдохновляющее она звучит.

## Отзывы критиков
Песня получила положительные отзывы критиков, многие из которых отмечали её, как очень расслабляющую.

## Музыкальное видео
Видео для песни было создано 7 января 2011 года под руководством Саны Хамри.
В интервью MTV News Минаж говорила, что официальный выход видео произойдёт накануне Дня памяти.